# AirTrain (Aeropuerto Internacional de San Francisco)
El AirTrain es un sistema hectométrico que opera en el Aeropuerto Internacional de San Francisco en San Francisco, California. Inaugurado el 24 de febrero de 2003, actualmente el sistema cuenta con 9 estaciones.